# Liste der denkmalgeschützten Objekte in Hainburg an der Donau
Die Liste der denkmalgeschützten Objekte in Hainburg an der Donau enthält die 59 denkmalgeschützten, unbeweglichen Objekte der niederösterreichischen Stadtgemeinde Hainburg an der Donau.

## Denkmäler
| Foto |                 | Denkmal | Standort                                                                | Beschreibung | Metadaten |
| ---- | --------------- | --- | ----------------------------------------------------------------------- | --- | --- |
| ja   | Datei hochladen | Pfarrhof HERIS-ID: 14935 Objekt-ID: 11173                                                                                     | Alte Poststraße 22 Standort KG: Hainburg an der Donau                   | Der hakenförmige Pfarrhof, im Kern mittelalterlich, wurde von 1738 bis 1742 unter Pfarrer Anton Johann Palm, dessen Wappen im Keilstein des korbbogigen Hauptportals zu sehen ist, in hoch- bis spätbarockem Stil mit vielen Rokoko-Details umgebaut. Die fünfachsige Hauptfassade ist im Obergeschoß durch Pilaster und umlaufende Gesimse gegliedert. Die Nutung des Erdgeschoßes und andere klassizistische Details werden auf eine Wiederherstellung von 1796 bzw. auf die Renovierung nach einem Brand im Jahr 1827 datiert. | BDA-Hist.: Q37767663 Status: § 2a Stand der BDA-Liste: 2025-06-30 Name: Pfarrhof GstNr.: .56 |
| ja   | Datei hochladen | Werkstättengebäude der Hafenanlage Bad Deutsch Altenburg HERIS-ID: 23793 Objekt-ID: 20156seit 2015                            | Am Stein 6 Standort KG: Hainburg an der Donau                           | Der kubisch gegliederte, mehrfach gestufte Zweckbau mit turmartigen Aufbauten, Flachdächern und von rot gefärbten Kunststeinelementen und Bossenakzenten instrumentierte Bruchsteinfassaden wurde in den 1920er Jahren errichtet. Das Werkstättengebäude gehört zum Betriebshafen des Servicecenters Carnuntum in Bad Deutsch-Altenburg, der Via donau (ehemals Strombauamt). | BDA-Hist.: Q37879147 Status: Bescheid Stand der BDA-Liste: 2025-06-30 Name: Werkstättengebäude der Hafenanlage Bad Deutsch Altenburg GstNr.: .1241                                                                                     |
| ja   | Datei hochladen | Schützenhof, Haus der Theodora HERIS-ID: 4958 Objekt-ID: 817seit 2017                                                         | Babenbergerstraße 1 Standort KG: Hainburg an der Donau                  | Das sogenannte Haus der Theodora wurde im 13. Jahrhundert an der Südostecke der Stadtbefestigung angelegt. Es gehörte dann wechselnden Besitzern und war vermutlich bereits ab dem 16. Jahrhundert öde. Erhalten sind die Längsmauer eines repräsentativen Saalbaus und ein dreigeschoßiger Turmrest. In den 1980er Jahren entstand auf Teilen des Areals ein Neubau. Anmerkung: Bis 2016 war das Haus der Theodora nach § 2a unter der Adresse Am Stadtgraben 2 und der ID 11177 geschützt. | BDA-Hist.: Q38120301 Status: Bescheid Stand der BDA-Liste: 2025-06-30 Name: Schützenhof, Haus der Theodora GstNr.: .89/1, .89/2 Haus der Theodora (Hainburg an der Donau)                                                              |
| ja   | Datei hochladen | Verbindungsmauer zw. Blutgasse 6 und Fischertor HERIS-ID: 32937 Objekt-ID: 30183                                              | bei Blutgasse 6 Standort KG: Hainburg an der Donau                      | | BDA-Hist.: Q37949918 Status: Bescheid Stand der BDA-Liste: 2025-06-30 Name: Verbindungsmauer zw. Blutgasse 6 und Fischertor GstNr.: 188/2                                                                                              |
| ja   | Datei hochladen | Wohnhaus HERIS-ID: 14942 Objekt-ID: 11180                                                                                     | Blutgasse 6 Standort KG: Hainburg an der Donau                          | Das zweigeschoßige Wohnhaus erhielt in der zweiten Hälfte des 19. Jahrhunderts eine barockisierende Fassade. | BDA-Hist.: Q37767733 Status: Bescheid Stand der BDA-Liste: 2025-06-30 Name: Wohnhaus GstNr.: .264 |
| ja   | Datei hochladen | Fischertor HERIS-ID: 34011 Objekt-ID: 31880                                                                                   | Blutgasse 7 Standort KG: Hainburg an der Donau                          | Das Fischertor führt von der Donauseite in die Stadt. Der rechteckige Torturm stammt im Kern aus der zweiten Hälfte des 13. Jahrhunderts. Vor allem im 15. und 16. Jahrhundert erfuhr er bauliche Veränderungen wie beispielsweise das Aufsetzen des obersten Geschoßes. | BDA-Hist.: Q37955587 Status: Bescheid Stand der BDA-Liste: 2025-06-30 Name: Fischertor GstNr.: .262 Fischertor (Hainburg an der Donau)                                                                                                 |
| ja   | Datei hochladen | Wegkapelle HERIS-ID: 15059 Objekt-ID: 11297                                                                                   | bei Blutgasse 7 Standort KG: Hainburg an der Donau                      | Die barocke Kapelle beim Fischertor wurde 1780 zum Gedenken an die Opfer von 1683 errichtet. | BDA-Hist.: Q37769583 Status: Bescheid Stand der BDA-Liste: 2025-06-30 Name: Wegkapelle GstNr.: .261 Wayside chapel Blutgasse 9, Hainburg                                                                                               |
| ja   | Datei hochladen | Teil der Stadtmauer (zw. Haus Blutgasse 11 und Fischertor) HERIS-ID: 32938 Objekt-ID: 30184                                   | bei Blutgasse 11 Standort KG: Hainburg an der Donau                     | Teil der mittelalterlichen Stadtmauer aus dem 13. Jahrhundert. | BDA-Hist.: Q37949927 Status: Bescheid Stand der BDA-Liste: 2025-06-30 Name: Teil der Stadtmauer (zw. Haus Blutgasse 11 und Fischertor) GstNr.: .300/4 City wall of Hainburg                                                            |
| ja   | Datei hochladen | Befestigte Höhensiedlung Braunsberg HERIS-ID: 14903 Objekt-ID: 11141                                                          | Braunsberg Standort KG: Hainburg an der Donau                           | Die terrassenförmigen Nordhänge und das Plateau waren vor allem in der Eisenzeit dicht besiedelt. Am Fuß mehrere hallstattzeitliche Grabhügel. Im 1. Jahrhundert v. Chr. befand sich eine keltische Befestigungsanlage auf dem Plateau. | BDA-Hist.: Q37767252 Status: Bescheid Stand der BDA-Liste: 2025-06-30 Name: Befestigte Höhensiedlung Braunsberg GstNr.: 1076/1, 1076/2, 1077, 1078, 1079/1, 1079/2, 1080/3, 1081, 1082/1, 1082/2, 1082/3                               |
| ja   | Datei hochladen | Urgeschichtliches Hügelgrab Schulerbergl HERIS-ID: 15006 Objekt-ID: 11244                                                     | Braunsbergstraße 1a Standort KG: Hainburg an der Donau                  | | BDA-Hist.: Q37768859 Status: Bescheid Stand der BDA-Liste: 2025-06-30 Name: Urgeschichtliches Hügelgrab Schulerbergl GstNr.: 236, 1119/1                                                                                               |
| ja   | Datei hochladen | Hochwasserexpositurgebäude und Pumpenhaus der Stromaufsicht HERIS-ID: 14943 Objekt-ID: 11181                                  | Donaulände 10 Standort KG: Hainburg an der Donau                        | Die zweitraktige Anlage mit secessionistisch beeinflusster Putzgliederung wurde 1911 erbaut. | BDA-Hist.: Q37767764 Status: § 2a Stand der BDA-Liste: 2025-06-30 Name: Hochwasserexpositurgebäude und Pumpenhaus der Stromaufsicht GstNr.: .276/1                                                                                     |
| ja   | Datei hochladen | Ehem. Gasthaus „Zum Goldenen Karpfen“ HERIS-ID: 14945 Objekt-ID: 11183                                                        | Donaulände 24 Standort KG: Hainburg an der Donau                        | Der zweigeschoßige Gasthof stammt im Kern aus dem 16. Jahrhundert. | BDA-Hist.: Q37767780 Status: Bescheid Stand der BDA-Liste: 2025-06-30 Name: Ehem. Gasthaus „Zum Goldenen Karpfen“ GstNr.: .260 |
| ja   | Datei hochladen | Donaugebäude, ehem. Produktionsgebäude der Tabakregie HERIS-ID: 14947 Objekt-ID: 11185                                        | Donaulände 33 Standort KG: Hainburg an der Donau                        | Das sogenannte Donaugebäude wurde 1846/47 als Zigarettenfabrik errichtet. Der 23-achsige spätklassizistische Baukörper weist einen übergiebelten Mittelrisalit auf. | BDA-Hist.: Q1229314 Status: Bescheid Stand der BDA-Liste: 2025-06-30 Name: Donaugebäude, ehem. Produktionsgebäude der Tabakregie GstNr.: .174/6 Kulturfabrik Hainburg                                                                  |
| ja   | Datei hochladen | Ehem. Minoritenkloster/Tabakmanufaktur HERIS-ID: 14959 Objekt-ID: 11197                                                       | Fabriksplatz 1a Standort KG: Hainburg an der Donau                      | Das einstige Kloster wurde im 13. Jahrhundert in die Nordwestecke der Stadtbefestigung eingefügt. Nach der Vertreibung der Minoriten wurde es im 16. Jahrhundert in ein kaiserliches Proviant- und Zeughaus umgewandelt. Im 17. Jahrhundert erfolgte ein weiterer Umbau. In der Zeit nach Kaiser Joseph II. diente das Gebäude als Hauptsitz der Tabakfabrik; seit dem Verkauf in den 1980er Jahren wird es unterschiedlich genutzt. Der regelmäßige, um einen Hof angeordnete Vierflügelbau stammt in der Bausubstanz vor allem aus dem 17. Jahrhundert und erfuhr einige später Adaptierungen.                                                                                             | BDA-Hist.: Q37768105 Status: § 2a Stand der BDA-Liste: 2025-06-30 Name: Ehem. Minoritenkloster/Tabakmanufaktur GstNr.: .174/4 Minoritenkloster - Tabakmanufaktur, Hainburg an der Donau                                                |
| ja   | Datei hochladen | Ruine und Befestigungsanlage Röthelstein HERIS-ID: 15108 Objekt-ID: 11346                                                     | Flur Röthelstein Standort KG: Hainburg an der Donau                     | Die Burgruine Röthelstein steht etwa zwei Kilometer nordöstlich der Stadt auf einem vorspringenden Kalkfelsen über der Donau und war bereits im Jahr 1511 verfallen. Erhalten sind Mauerreste der um 1170/80 entstandenen romanischen Kernburg sowie im Süden wie im Norden Teile der Ringmauer. Anmerkung: bis 2017 teilweise auch unter der ID 44279 geschützt | BDA-Hist.: Q37770137 Status: Bescheid Stand der BDA-Liste: 2025-06-30 Name: Ruine und Befestigungsanlage Röthelstein GstNr.: 1103/1, 1103/2, 1103/3, 1104, 1102, 1105, 1746 Castle Röthelstein in Hainburg                             |
| ja   | Datei hochladen | Pranger HERIS-ID: 15004 Objekt-ID: 11242                                                                                      | bei Freiungsstraße 10 Standort KG: Hainburg an der Donau                | Der mit 1724 bezeichnete Pfeiler mit Pinienzapfenbekrönung hat zwei Arm- und eine Halsschließe. | BDA-Hist.: Q37768838 Status: § 2a Stand der BDA-Liste: 2025-06-30 Name: Pranger GstNr.: 188/3 Pranger Hainburg an der Donau |
| ja   | Datei hochladen | Fundzone Altstadt HERIS-ID: 10884 Objekt-ID: 6949                                                                             | bei Alte Poststraße 24 Standort KG: Hainburg an der Donau               | | BDA-Hist.: Q38084543 Status: Bescheid Stand der BDA-Liste: 2025-06-30 Name: Fundzone Altstadt GstNr.: .56, .57, 36, 37, 97, 188/1, 188/3                                                                                               |
| ja   | Datei hochladen | Johannes-Nepomuk-Brunnen HERIS-ID: 14930 Objekt-ID: 11168                                                                     | bei Hauptplatz 24a Standort KG: Hainburg an der Donau                   | Die Statue des heiligen Johannes Nepomuk aus dem 18. Jahrhundert wurde im Jahr 1959 in Verbindung mit einer ovalen Brunnenschale auf dem Hauptplatz aufgestellt. | BDA-Hist.: Q37767570 Status: § 2a Stand der BDA-Liste: 2025-06-30 Name: Johannes-Nepomuk-Brunnen GstNr.: 188/2 |
| ja   | Datei hochladen | Haydnbrunnen HERIS-ID: 14907 Objekt-ID: 11145                                                                                 | bei Hauptplatz 23 (Rathaus) Standort KG: Hainburg an der Donau          | Der sogenannte Haydnbrunnen mit einem achteckigen Becken entstand Anfang des 17. Jahrhunderts im Stil der Spätrenaissance. Auf einem Sockel steht eine Vase mit vier Maskenspeiern; ein Obelisk bildet die Bekrönung. Der Brunnen wurde erst 1984 an die heutige Stelle versetzt. | BDA-Hist.: Q37767278 Status: § 2a Stand der BDA-Liste: 2025-06-30 Name: Haydnbrunnen GstNr.: 188/2 Haydnbrunnen, Hainburg an der Donau                                                                                                 |
| ja   | Datei hochladen | Mariensäule HERIS-ID: 14908 Objekt-ID: 11146                                                                                  | bei Hauptplatz 24 Standort KG: Hainburg an der Donau                    | Die hochbarocke Mariensäule gegenüber der Stadtpfarrkirche errichtete der Bildhauer Martin Vögerl, sie wurde laut Inschrift im Jahr 1749 gestiftet. Sie wird von einer Statue der Maria Immaculata bekrönt. Der ausgedehnte Unterbau enthält zahlreiche Reliefs aus dem Marienleben. | BDA-Hist.: Q37767289 Status: § 2a Stand der BDA-Liste: 2025-06-30 Name: Mariensäule GstNr.: 188/2 Mariensäule Hainburg an der Donau |
| ja   | Datei hochladen | Bürgerhaus HERIS-ID: 14911 Objekt-ID: 11149                                                                                   | Hauptplatz 3 Standort KG: Hainburg an der Donau                         | Das Bürgerhaus mit einem untermauerten Erker und einem gefasten Rundbogenportal stammt im Kern aus dem 14. und 15. Jahrhundert. | BDA-Hist.: Q37767328 Status: Bescheid Stand der BDA-Liste: 2025-06-30 Name: Bürgerhaus GstNr.: .143 |
| ja   | Datei hochladen | Bürgerhaus HERIS-ID: 14912 Objekt-ID: 11150                                                                                   | Hauptplatz 4 Standort KG: Hainburg an der Donau                         | Der repräsentative, im 18. Jahrhundert ausgebaute Hauerhof weist eine Straßenfassade mit barocker Gliederung auf. Hofseitig schließen ein zweigeschoßiger Schüttkasten und der ehemalige Stalltrakt an. | BDA-Hist.: Q37767338 Status: Bescheid Stand der BDA-Liste: 2025-06-30 Name: Bürgerhaus GstNr.: .144 |
| ja   | Datei hochladen | Bürgerhaus HERIS-ID: 14916 Objekt-ID: 11154                                                                                   | Hauptplatz 10 Standort KG: Hainburg an der Donau                        | Das monumentale Bürgerhaus stammt im Kern aus dem 16. Jahrhundert. Im Jahr 1824 erhielt es einen breiten, biedermeierlich fassadierten Trakt zum Hauptplatz und wurde aufgestockt. | BDA-Hist.: Q37767373 Status: Bescheid Stand der BDA-Liste: 2025-06-30 Name: Bürgerhaus GstNr.: .159 |
| ja   | Datei hochladen | Bürgerhaus HERIS-ID: 14918 Objekt-ID: 11156                                                                                   | Hauptplatz 12 Standort KG: Hainburg an der Donau                        | Das Bürgerhaus stammt im Kern aus dem 16. und 17. Jahrhundert. | BDA-Hist.: Q37767392 Status: Bescheid Stand der BDA-Liste: 2025-06-30 Name: Bürgerhaus GstNr.: 141/1 |
| ja   | Datei hochladen | Rathaus HERIS-ID: 14929 Objekt-ID: 11167                                                                                      | Hauptplatz 23 Standort KG: Hainburg an der Donau                        | Das dreigeschoßige Rathaus stammt im Kern aus dem 14. Jahrhundert, wurde aber vom 16. bis zum 19. Jahrhundert sowie im Inneren vor allem im 20. Jahrhundert mehrfach umgebaut. Die Einfahrt weist vier gotische Sitznischen auf. Die zum Hauptplatz vorgestellte Terrassenaltane auf toskanischen Säulen entstand vor der Mitte des 19. Jahrhunderts. | BDA-Hist.: Q37767540 Status: § 2a Stand der BDA-Liste: 2025-06-30 Name: Rathaus GstNr.: .206 Rathaus Hainburg an der Donau |
| ja   | Datei hochladen | Kath. Pfarrkirche hll. Philippus und Jakobus HERIS-ID: 14904 Objekt-ID: 11142                                                 | Hauptplatz 24 Standort KG: Hainburg an der Donau                        | Die Pfarrkirche von Hainburg ist eine frühbarocke Saalkirche mit einem im Kern gotischen Chor, die in ihrer heutigen Form im 17./18. Jahrhundert fertiggestellt wurde. | BDA-Hist.: Q1560477 Status: § 2a Stand der BDA-Liste: 2025-06-30 Name: Kath. Pfarrkirche hll. Philippus und Jakobus GstNr.: .155/1, .155/2 Philippus-und-Jakobus-Kirche (Hainburg an der Donau)                                        |
| ja   | Datei hochladen | Altes Krankenhaus, ehem. Jagdschloss Traun, Landespflegeheim HERIS-ID: 14961 Objekt-ID: 11199                                 | Hofmeisterstraße 70b Standort KG: Hainburg an der Donau                 | Das heutige Landespflegeheim ist ein östlich außerhalb der Stadt um 1820 errichteter klassizistischer Bau, der ursprünglich als Jagdschloss diente. Später wurde er mehrfach umgebaut und als Erziehungsheim, Kaserne und Krankenhaus genutzt. | BDA-Hist.: Q37768156 Status: Bescheid Stand der BDA-Liste: 2025-06-30 Name: Altes Krankenhaus, ehem. Jagdschloss Traun, Landespflegeheim GstNr.: .304                                                                                  |
| ja   | Datei hochladen | Marc-Aurel-Kaserne – Haupttorgebäude, ehem. Neuschloss HERIS-ID: 14952 Objekt-ID: 11190                                       | bei Freiungsstraße 29 Standort KG: Hainburg an der Donau                | Das um die Mitte des 18. Jahrhunderts errichtete Neue Schloß am Fuß des Burgbergs wurde 1852 zu einem Kadetteninstitut im Stil des Romantischen Historismus umgebaut. 1966 wurden die Gebäude modernisiert oder abgetragen, und es entstanden neue Kasernenbauten. | BDA-Hist.: Q37767899 Status: Bescheid Stand der BDA-Liste: 2025-06-30 Name: Marc-Aurel-Kaserne – Haupttorgebäude, ehem. Neuschloss GstNr.: .303 Marc-Aurel-Kaserne                                                                     |
| ja   | Datei hochladen | Marc Aurel-Kaserne – Stadtmauerturm HERIS-ID: 34019 Objekt-ID: 31892                                                          | bei Freiungsstraße 29 Standort KG: Hainburg an der Donau                | Der Stadtmauerturm, der Teil der ehemaligen Marc-Aurel-Kaserne ist, wurde im 13. Jahrhundert errichtet. Sein Inneres wurde Mitte des 19. Jahrhunderts mit Malereien ausgestattet, im Untergeschoß Groteskmalereien mit einer Scheinkuppel, im Obergeschoß neugotische Scheinarchitektur. | BDA-Hist.: Q37955603 Status: Bescheid Stand der BDA-Liste: 2025-06-30 Name: Marc Aurel-Kaserne – Stadtmauerturm GstNr.: 386/1 City wall of Hainburg                                                                                    |
| ja   | Datei hochladen | Marc Aurel-Kaserne – Stadtmauer HERIS-ID: 34020 Objekt-ID: 31893                                                              | bei Freiungsstraße 29 Standort KG: Hainburg an der Donau                | Auf dem Areal der ehemaligen Marc-Aurel-Kaserne verläuft ein Abschnitt der im 13. Jahrhundert errichteten Stadtmauer. | BDA-Hist.: Q37955618 Status: Bescheid Stand der BDA-Liste: 2025-06-30 Name: Marc Aurel-Kaserne – Stadtmauer GstNr.: .303, 386/1 City wall of Hainburg                                                                                  |
| ja   | Datei hochladen | Pestkapelle HERIS-ID: 15061 Objekt-ID: 11299                                                                                  | bei Hofmeisterstraße 1 Standort KG: Hainburg an der Donau               | Die Nischenkapelle mit einem barocken Holzkruzifix wurde im Gedenken an die Pest von 1679 Anfang des 18. Jahrhunderts errichtet. | BDA-Hist.: Q37769660 Status: § 2a Stand der BDA-Liste: 2025-06-30 Name: Pestkapelle GstNr.: 311 |
| ja   | Datei hochladen | Marc Aurel-Kaserne – Uhrturm HERIS-ID: 14905 Objekt-ID: 11143                                                                 | Hummelstraße 59-61 Standort KG: Hainburg an der Donau                   | Der Uhrturm im Westen des Kasernengeländes war einst ein Stadtturm und wurde um 1853 verändert. | BDA-Hist.: Q37767267 Status: Bescheid Stand der BDA-Liste: 2025-06-30 Name: Marc Aurel-Kaserne – Uhrturm GstNr.: .303 Marc-Aurel-Kaserne                                                                                               |
| ja   | Datei hochladen | Ehem. Wirtschafts- und Mannschaftsgebäude mit anschließendem Torbogen zum Uhrturm HERIS-ID: 113586 Objekt-ID: 131942seit 2020 | Hummelstraße 59-61 Standort KG: Hainburg an der Donau                   | | BDA-Hist.: Q105659855 Status: Bescheid Stand der BDA-Liste: 2025-06-30 Name: Ehem. Wirtschafts- und Mannschaftsgebäude mit anschließendem Torbogen GstNr.: .303 Marc-Aurel-Kaserne                                                     |
| ja   | Datei hochladen | Marc Aurel-Kaserne - Kaiser Franz Josef-Denkmal HERIS-ID: 16123 Objekt-ID: 12378 marterl.at: 11412                            | bei Hummelstraße 59-61 Standort KG: Hainburg an der Donau               | Das Denkmal von Kaiser Franz Joseph schuf der Bildhauer Anton Brenek im Jahr 1908. 2010 war die Büste noch vorhanden. | BDA-Hist.: Q37808122 Status: Bescheid Stand der BDA-Liste: 2025-06-30 Name: Marc Aurel-Kaserne - Kaiser Franz Josef-Denkmal GstNr.: .303 Marc-Aurel-Kaserne                                                                            |
| ja   | Datei hochladen | Karner HERIS-ID: 14932 Objekt-ID: 11170                                                                                       | bei Karnergasse 2 Standort KG: Hainburg an der Donau                    | Der ehemalige Karner ist ein romanischer Rundbau aus der Zeit um 1220 und teilweise von den Mauern des Kirchhofs der ehemaligen Stadtpfarrkirche umgeben. Im 19. Jahrhundert wurden zwei Schmelzöfen für die auf dem Gelände errichtete Nadelfabrik eingebaut. | BDA-Hist.: Q37767652 Status: § 2a Stand der BDA-Liste: 2025-06-30 Name: Karner GstNr.: .62 Karner Hainburg an der Donau |
| ja   | Datei hochladen | Lichtsäule HERIS-ID: 14931 Objekt-ID: 11169                                                                                   | bei Karnergasse 2 Standort KG: Hainburg an der Donau                    | Die spätgotische hohe Lichtsäule des ehemaligen Friedhofs stammt aus dem 2. oder 3. Viertel des 15. Jahrhunderts. Auf dem schlanken, sechseckigen Schaft mit einer Aufzugsöffnung sitzt ein fialenbesetzter Maßwerktabernakel in kielbogigen krabbenbesetzten, aber abgewitterten Arkaden, mit genasten Kleeblattbögen. Auf dem spitzen Steinhelm befindet sich eine erneuerte Kreuzblume. | BDA-Hist.: Q37767632 Status: § 2a Stand der BDA-Liste: 2025-06-30 Name: Lichtsäule GstNr.: 36 |
| ja   | Datei hochladen | Bürgerhaus Zum schwarzen Adler HERIS-ID: 14964 Objekt-ID: 11202                                                               | Kirchengasse 3 Standort KG: Hainburg an der Donau                       | Das zweigeschoßige Bürgerhaus reicht im Baukern bis ins Spätmittelalter zurück und wurde in der Barockzeit umgebaut. Das Korbbogenportal stammt aus dem 18. Jahrhundert. In der Einfahrt sind gotische Sitznischen erhalten. | BDA-Hist.: Q37768245 Status: Bescheid Stand der BDA-Liste: 2025-06-30 Name: Bürgerhaus Zum schwarzen Adler GstNr.: .149 |
| ja   | Datei hochladen | Gasthaus Zum Haydn HERIS-ID: 14974 Objekt-ID: 11212                                                                           | Klosterplatz 2 Standort KG: Hainburg an der Donau                       | Das zweigeschoßige Haus mit gestaffelter Front stammt im Kern aus dem 16. Jahrhundert. | BDA-Hist.: Q37768348 Status: Bescheid Stand der BDA-Liste: 2025-06-30 Name: Gasthaus Zum Haydn GstNr.: .200 |
| ja   | Datei hochladen | Ehem. Franziskanerkloster, ehem. Blättermagazin der Tabakregie HERIS-ID: 14976 Objekt-ID: 11214seit 2014                      | Klosterplatz 6 Standort KG: Hainburg an der Donau                       | An der Stelle des ehemaligen Blättermagazins der Tabakregie stand ab dem 17. Jahrhundert zunächst ein Franziskanerkloster, das nach seiner Aufhebung 1787 von der Tabakfabrik übernommen wurde. Von 1821 bis 1840 entstand dann ein monumentaler dreigeschoßiger Industriebau in klassizistisch-funktionalistischen Formen, dessen Ostfront teilweise die Stadtmauer einbezog. | BDA-Hist.: Q37768356 Status: Bescheid Stand der BDA-Liste: 2025-06-30 Name: Ehem. Franziskanerkloster, ehem. Blättermagazin der Tabakregie GstNr.: .210, .215/1, .300/8, 2260, 2259 Former Franciscan monastery, Hainburg an der Donau |
| ja   | Datei hochladen | Wohnhaus HERIS-ID: 10886 Objekt-ID: 6951                                                                                      | Klosterplatz 7 Standort KG: Hainburg an der Donau                       | Das Wohnhaus wurde um die Mitte des 19. Jahrhunderts umgebaut. Seine Kellerräume gehen bis ins 15. Jahrhundert zurück. | BDA-Hist.: Q38084567 Status: Bescheid Stand der BDA-Liste: 2025-06-30 Name: Wohnhaus GstNr.: .204 |
| ja   | Datei hochladen | Villa Zichy HERIS-ID: 14979 Objekt-ID: 11217                                                                                  | Landstraße 2 Standort KG: Hainburg an der Donau                         | Das biedermeierliche Gartenpalais wurde Anfang des 19. Jahrhunderts für den Nadelfabrikanten Moritz W. Schloss erbaut und diente ab 1933 als Kinderheim. Der breit gelagerte kubische Bau ist seitlich von eingeschoßigen Flügeln flankiert. | BDA-Hist.: Q37768463 Status: § 2a Stand der BDA-Liste: 2025-06-30 Name: Villa Zichy GstNr.: .333 Villa Zichy (Hainburg) |
| ja   | Datei hochladen | Löwenbrunnen, ehem. Stadtbrunnen HERIS-ID: 14977 Objekt-ID: 11215                                                             | bei Landstraße 3 Standort KG: Hainburg an der Donau                     | Der ehemalige Stadtbrunnen mit einem Löwenspeier und einer gusseisernen allegorischen Brunnenfigur wurde 1888 anlässlich der Fertigstellung der Wasserleitung gestiftet. Der Brunnen stand bis 1932 auf dem Hauptplatz, ehe er westlich des Wiener Tores versetzt wurde. | BDA-Hist.: Q37768387 Status: § 2a Stand der BDA-Liste: 2025-06-30 Name: Löwenbrunnen, ehem. Stadtbrunnen GstNr.: 1758/2; |
| ja   | Datei hochladen | Ehem. Bürgerspital mit Ulrichskapelle HERIS-ID: 14998 Objekt-ID: 11236                                                        | bei Landstraße 20 Standort KG: Hainburg an der Donau                    | Das ehemalige Bürgerspital dient heute als Landespensionistenheim. Die Ulrichskapelle bildet den östlichen Abschluss der gänzlich umgestalteten früheren Spitalsanlage. Das im Kern gotische Gotteshaus wurde im 17. Jahrhundert zu einer barocken Saalkirche mit flacher Decke umgebaut. Über dem Eingang zur Ulrichskapelle befindet sich eine Inschrift laut Erlass Ferdinands III. Die Kapelle wurde mit Wirkung vom 15. April 2025 profaniert und ist somit kein römisch-katholisches Gotteshaus mehr. | BDA-Hist.: Q37768782 Status: § 2a Stand der BDA-Liste: 2025-06-30 Name: Ehem. Bürgerspital mit Ulrichskapelle GstNr.: 2263 |
| ja   | Datei hochladen | Ehem. Tuchfärberei und Tuchfabrik, Wasserkaserne und Götzenhof HERIS-ID: 49853 Objekt-ID: 54104seit 2016                      | Oppitzgasse 9 Standort KG: Hainburg an der Donau                        | Der Götzenhof, auch Wasserkaserne, war wohl ein Ministerialenhof der Röthelstein-Haslauer. Er wurde urkundlich 1411 als herzogliches Lehen erwähnt, fiel aber bereits 1590 öde. 1702 wurde eine k. k. Tuchfabrik errichtet, von 1829 bis 1845 Kaserne des k. k. Mineurcorps. Aktuell befindet sich eine städtische Wohnhausanlage auf dem Gelände, die zweigeschoßige Anlage erstreckt sich um einen weitläufigen, im Norden und Osten von der Stadtmauer begrenzten Hof, die Einfahrt hat ein Kreuzgratgewölbe und ein Korbbogenportal. | BDA-Hist.: Q38036522 Status: Bescheid Stand der BDA-Liste: 2025-06-30 Name: Ehem. Tuchfärberei und Tuchfabrik, Wasserkaserne und Götzenhof GstNr.: .222/3 Götzenhof Hainburg an der Donau                                              |
| ja   | Datei hochladen | Dreieckiges Kreuz HERIS-ID: 15060 Objekt-ID: 11298                                                                            | gegenüber Preßburger Reichsstraße 82 Standort KG: Hainburg an der Donau | Der Pfeilerbildstock Dreieckiges Kreuz wurde 1390/1400 vielleicht nach einem Entwurf von Meister Michael (Michael Chnab) errichtet. Der dreiseitige, mit zweibahnigen Nischen geöffnete Pfeiler hat reiches Maßwerkdekor und Fialaufsätze, am Schaft Blendmaßwerk und Wappenschildchen, die Pflug- und Rebmesser, sowie eine Sichel zeigen. Um 1903 wurde der Helm erneuert, der Pfeiler neogotisierend restauriert. Anmerkung: siehe Fehlerliste | BDA-Hist.: Q37769621 Status: Bescheid Stand der BDA-Liste: 2025-06-30 Name: Dreieckiges Kreuz GstNr.: 670/3 |
| ja   | Datei hochladen | Burgruine Heimenburg HERIS-ID: 14906 Objekt-ID: 11144                                                                         | Schlossberg Standort KG: Hainburg an der Donau                          | Die Heimenburg (auch Hainburg genannt) wurde 1050 als Reichsburg auf Veranlassung des Kaisers Heinrich III. errichtet und im Laufe der Geschichte mehrfach erweitert, beschädigt und wieder instand gesetzt. Nach dem Mittelalter verlor sie ihre Bedeutung als Wehrbau und war ab dem 18. Jahrhundert dem Verfall preisgegeben. In den 1930er Jahren begann das Bundesheer die Reste zu sichern. Großzügigere Renovierungsmaßnahmen erfolgten 1954 und ab 1976. Die Ruine ist öffentlich zugänglich und dient unter anderem als Ausflugsziel und als Kulisse für Theateraufführungen. | BDA-Hist.: Q1595750 Status: § 2a Stand der BDA-Liste: 2025-06-30 Name: Burgruine GstNr.: .385 Castle Heimenburg, Hainburg an der Donau                                                                                                 |
| ja   | Datei hochladen | Ehem. Bezirksgericht HERIS-ID: 15007 Objekt-ID: 11245                                                                         | Ungarstraße 2 Standort KG: Hainburg an der Donau                        | Der dreigeschoßige Verwaltungsbau wurde 1905 errichtet. Das Foyer ist mit Putzdekor ausgeschmückt, im Stiegenhaus finden sich ein ornamentales Schmiedeeisengeländer und Fliesen. Der langgestreckte Hofflügel hat einen zweigeschoßigen unterwölbten Arkadengang vom Anfang des 17. Jahrhunderts, der im Erdgeschoß auf Pfeilern und im Obergeschoß auf toskanischen Säulen ruht. | BDA-Hist.: Q37768880 Status: § 2a Stand der BDA-Liste: 2025-06-30 Name: Ehem. Bezirksgericht GstNr.: .140/1 |
| ja   | Datei hochladen | Wohnhaus HERIS-ID: 15008 Objekt-ID: 11246                                                                                     | Ungarstraße 3 Standort KG: Hainburg an der Donau                        | Das dreigeschoßige Wohnhaus vom Ende des 18. Jahrhunderts wurde Ende des 19. Jahrhunderts umgebaut. | BDA-Hist.: Q37768899 Status: § 2a Stand der BDA-Liste: 2025-06-30 Name: Wohnhaus GstNr.: .207 |
| ja   | Datei hochladen | Bürgerhaus HERIS-ID: 15009seit 2024                                                                                           | Ungarstraße 4, 6, 8 Standort KG: Hainburg an der Donau                  | Bei dem auf das 14. Jahrhundert zurückgehende, aus mehreren Trakten bestehende Gebäude wurde bei einer Renovierung 1979 eine gotische Fenstergruppe freigelegt. | BDA-Hist.: Q126122328 Status: Bescheid Stand der BDA-Liste: 2025-06-30 Name: Bürgerhaus GstNr.: .139 Gasthof Zu den Drei Raben, Hainburg                                                                                               |
| ja   | Datei hochladen | Bürgerhaus, ehem. Gasthof Wilder Mann HERIS-ID: 15012 Objekt-ID: 11250                                                        | Ungarstraße 10 Standort KG: Hainburg an der Donau                       | Das ehemalige bedeutende Bürgerhaus erfuhr im Jahr 1979 einen weitgehenden Neubau. Hinter dem rundbogigen Portalgewände aus dem 16. Jahrhundert sind Reste einer gotischen Torhalle erhalten. | BDA-Hist.: Q37768945 Status: Bescheid Stand der BDA-Liste: 2025-06-30 Name: Bürgerhaus, ehem. Gasthof Wilder Mann GstNr.: .135/1 |
| ja   | Datei hochladen | ehemaliger Hundsheimer Hof, Altes Bräuhaus HERIS-ID: 15019 Objekt-ID: 11257                                                   | Ungarstraße 26 Standort KG: Hainburg an der Donau                       | Der Gebäudekomplex um einen weiten Innenhof reicht in drei Flügeln bis in das 14. und 15. Jahrhundert zurück. Die spätmittelalterlich-frühneuzeitliche Fassade zur Ungarstraße ist in der Höhe uneinheitlich und umfasst einen dreigeschoßigen seitlichen Eckturm. Die innere Raumstruktur stammt im Wesentlichen aus dem 16. Jahrhundert. | BDA-Hist.: Q37769043 Status: Bescheid Stand der BDA-Liste: 2025-06-30 Name: ehemaliger Hundsheimer Hof, Altes Bräuhaus GstNr.: .122 |
| ja   | Datei hochladen | Teil der Stadtmauer HERIS-ID: 34034 Objekt-ID: 31913                                                                          | bei Ungarstraße 31 Standort KG: Hainburg an der Donau                   | Teil der mittelalterlichen Stadtmauer aus dem 13. Jahrhundert. | BDA-Hist.: Q37955641 Status: § 57-Mandatsbescheid Stand der BDA-Liste: 2025-06-30 Name: Teil der Stadtmauer GstNr.: .300/5, .300/9, .300/10, .300/11, .300/8 City wall of Hainburg                                                     |
| ja   | Datei hochladen | ehemalige Synagoge HERIS-ID: 15109 Objekt-ID: 11347                                                                           | Wienerstraße 9 Standort KG: Hainburg an der Donau                       | Der Baukörper der ehemaligen Synagoge befindet sich im Hof des Hauses in der Wienerstraße 9. Der rechteckige Bruchsteinbau aus dem 14. Jahrhundert wird als Betraum gedeutet. Die Giebelmauern überragen das jetzige Dach, der Bau war ursprünglich höher. Im Inneren wurden Zwischendecken eingezogen, der Keller hat teilweise ein geschaltes Steingewölbe, am Abgang zum Keller befindet sich ein gefaster Bogen. Nordseitig ein turmartiger Bau über einem quadratischen Grundriss mit einem polygonalen Helm aus Ziegeln, der ursprünglich eine Kreuzblume trug. Eine jüdische Gemeinde in Hainburg wurde erstmals 1320 erwähnt und war dort bis zur Vertreibung im Jahr 1420 ansässig. | BDA-Hist.: Q37770157 Status: Bescheid Stand der BDA-Liste: 2025-06-30 Name: ehemalige Synagoge GstNr.: .13, .19 |
| ja   | Datei hochladen | Bürgerhaus HERIS-ID: 15026 Objekt-ID: 11264                                                                                   | Wienerstraße 10 Standort KG: Hainburg an der Donau                      | Die breite Fassade dieses Eckhauses mit einem Korbbogenportal bekam am Ende des 18. Jahrhunderts ihr heutiges Aussehen. | BDA-Hist.: Q37769117 Status: Bescheid Stand der BDA-Liste: 2025-06-30 Name: Bürgerhaus GstNr.: .165 |
| ja   | Datei hochladen | Bürgerhaus HERIS-ID: 15028 Objekt-ID: 11266                                                                                   | Wienerstraße 12 Standort KG: Hainburg an der Donau                      | Das Bürgerhaus stammt im Mauerkern aus dem 16. Jahrhundert. Sein Rundbogenportal ist mit 1628 bezeichnet. | BDA-Hist.: Q37769175 Status: § 2a Stand der BDA-Liste: 2025-06-30 Name: Bürgerhaus GstNr.: .166 |
| ja   | Datei hochladen | Bürgerhaus HERIS-ID: 15044 Objekt-ID: 11282                                                                                   | Wienerstraße 15 Standort KG: Hainburg an der Donau                      | Das Bürgerhaus stammt im Mauerkern aus dem 14. Jahrhundert, sein Spitzbogenportal aus der Zeit um 1500. | BDA-Hist.: Q37769460 Status: Bescheid Stand der BDA-Liste: 2025-06-30 Name: Bürgerhaus GstNr.: .9 |
| ja   | Datei hochladen | Friedhofskapelle hll. Rochus und Sebastian HERIS-ID: 15104 Objekt-ID: 11342                                                   | bei Hofmeisterstraße 12 Standort KG: Hainburg an der Donau              | Der Friedhof befindet sich außerhalb der ummauerten Altstadt am östlichen Hang des Schlossberges. Die nach Süden ausgerichtete Kapelle besteht aus heterogenen Bauteilen von unterschiedlicher Höhe und weist eine barocke Giebelfassade auf. Im Inneren steht ein frühklassizistischer Altar vom Ende des 18. Jahrhunderts. | BDA-Hist.: Q37770125 Status: § 2a Stand der BDA-Liste: 2025-06-30 Name: Friedhofskapelle hll. Rochus und Sebastian GstNr.: .284 |
| ja   | Datei hochladen | Johannes-Nepomuk-Kapelle HERIS-ID: 14978 Objekt-ID: 11216                                                                     | bei Landstraße 3 Standort KG: Hainburg an der Donau                     | Die Statue des hl. Johannes Nepomuk stammt aus dem Jahre 1734, sie steht in einer Kapelle mit Volutengiebel, Pilastergliederung, Platzlgewölbe und seitlichen Nischen mit Leuchterengeln. | BDA-Hist.: Q37768421 Status: § 2a Stand der BDA-Liste: 2025-06-30 Name: Johannes-Nepomuk-Kapelle GstNr.: 1758/2 |
| ja   | Datei hochladen | Stadtbefestigung/Anlage HERIS-ID: 111266 Objekt-ID: 129059                                                                    | Standort KG: Hainburg an der Donau                                      | Die im 13. Jahrhundert errichtete Stadtbefestigung von Hainburg verfügt über eine 2,5 Kilometer lange Stadtmauer, drei erhaltene Tore (Ungartor, Fischertor, Wienertor (hier abgebildet)) und 15 Türme. Sie zählt zu den ältesten und am besten erhaltenen Stadtbefestigungen Europas. | BDA-Hist.: Q37823000 Status: § 2a Stand der BDA-Liste: 2025-06-30 Name: Stadtbefestigung/Anlage GstNr.: .80, 386/2, .277, .2, .97, .300/1, .300/2, .300/3, .300/6, .300/7 City wall of Hainburg                                        |